# カタセツム属
カタセツム属（Catasetum）はラン科植物の1属。ラン科では珍しく花が単性で、雄花と雌花は全く形が異なる。

## 特徴
偽鱗茎は、普通は紡錘形に肥大し、大きく重い。偽鱗茎には数節が含まれる。葉は数枚を偽鱗茎の先端につける。葉は平行脈が目立つ質の薄いもので、柔らかくて襞が多い。乾期にはこれらの葉は落下し、偽球茎は棘のある質の薄い葉鞘に包まれる。
花茎は偽鱗茎の基部から出て、直立するか弓状に垂れる。開花は日本では秋で、偽鱗茎が充実したところで花芽が伸び始め、前後して落葉が起きる。花は全て単性、つまり雄花と雌花とがある。これはラン科全体でもごく珍しいものである。普通はこれらは別の花茎に生じ、また雄花の方が遙かに多く付き、雌花は数が少ない。雄花ばかりを咲かせる例も多い。また小さな株では雄花を、大きくて日当たりのよい株では雌花をつけるとも言われるが、混成したり中間的な花をつける例もあり、いずれにせよこのことが分類に関して混乱の材料となりえる。

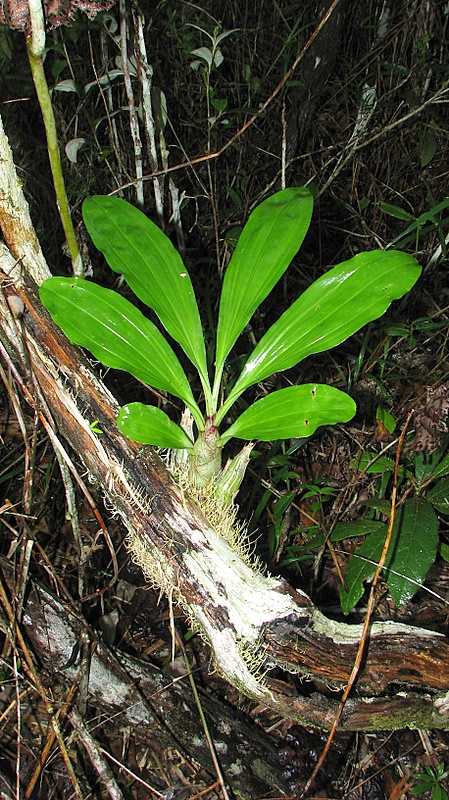
C. macrocarpum 着生している様子
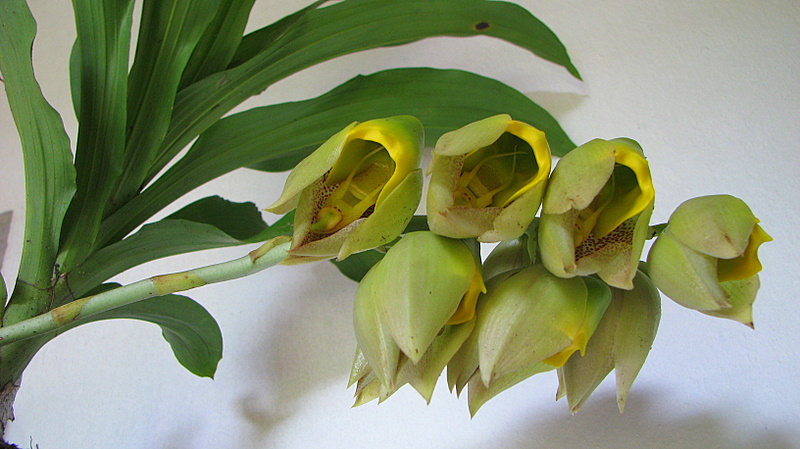
同・雄花
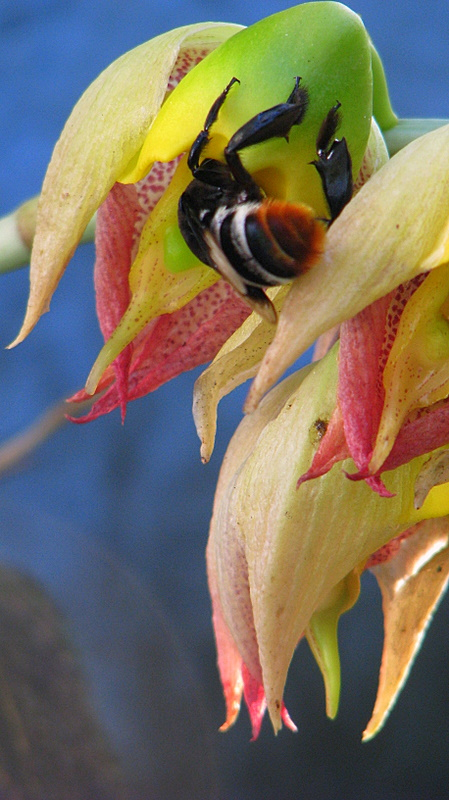
同・ハチがやってきている
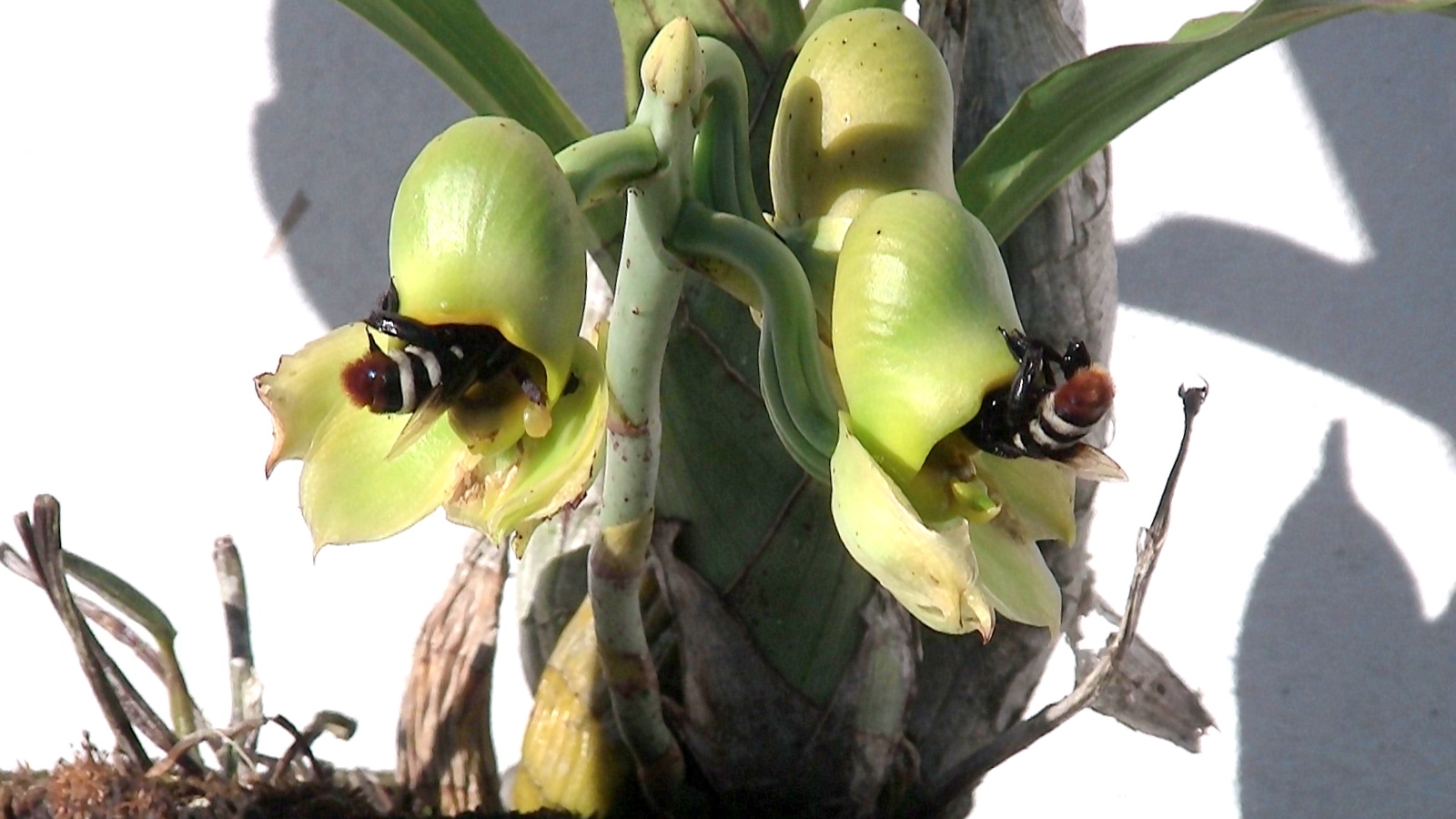
同・雌花

雌雄の花は構造が明確に異なる。雄花の場合、種によってその形は変異が大きいが、共通する面白い特徴として蕊柱の両側に触角状の突起があって、それが唇弁の中央の窪みに向かって伸びている。これに触れると粘着盤を持つ花粉塊がバネ仕掛けで飛び出すようになっている。花色は緑、黄色、褐色などで彩りの派手さはないが、その姿は珍奇なものが多い。ただし花の寿命は短い。

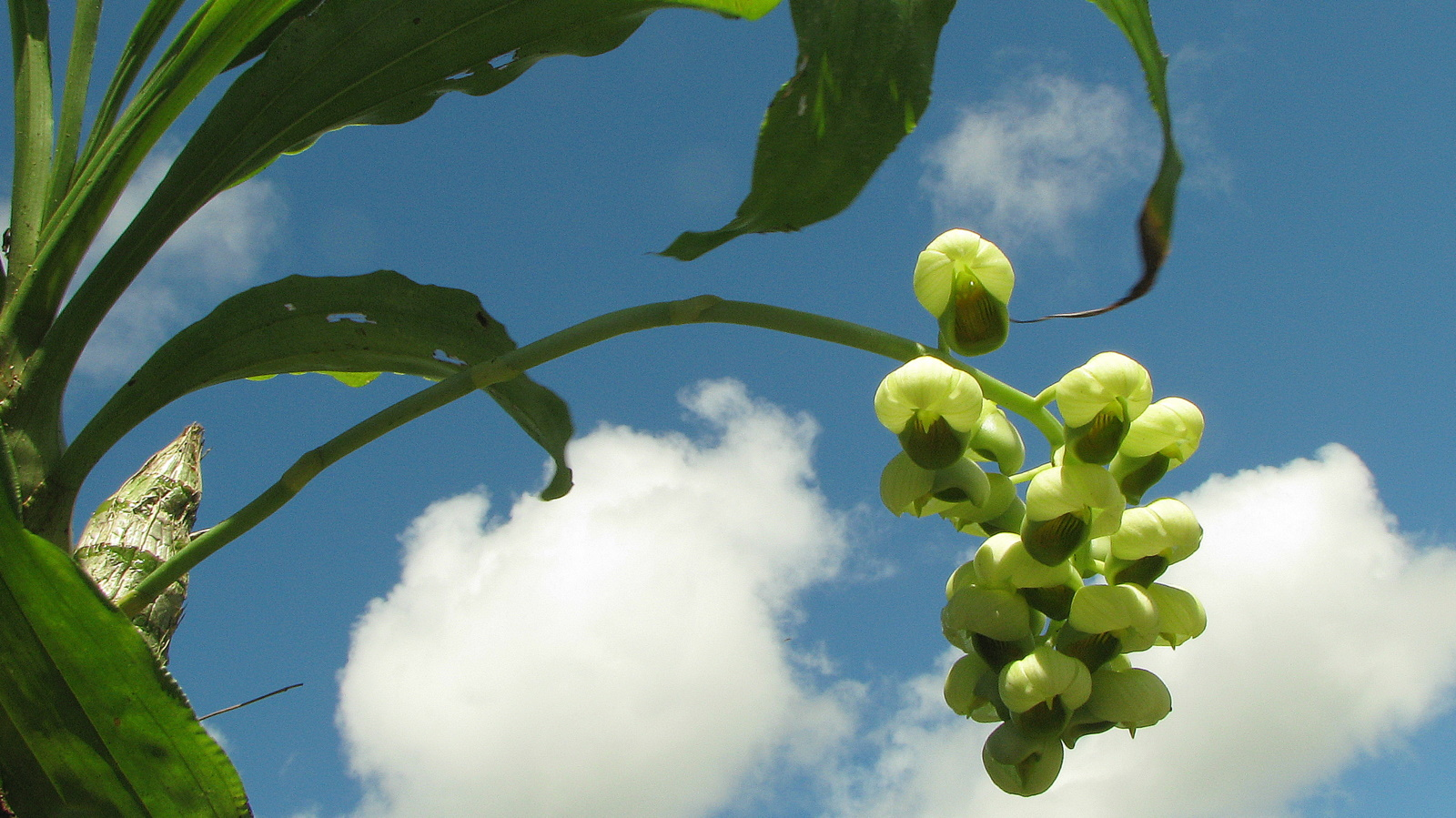
C. luridumの雄花序
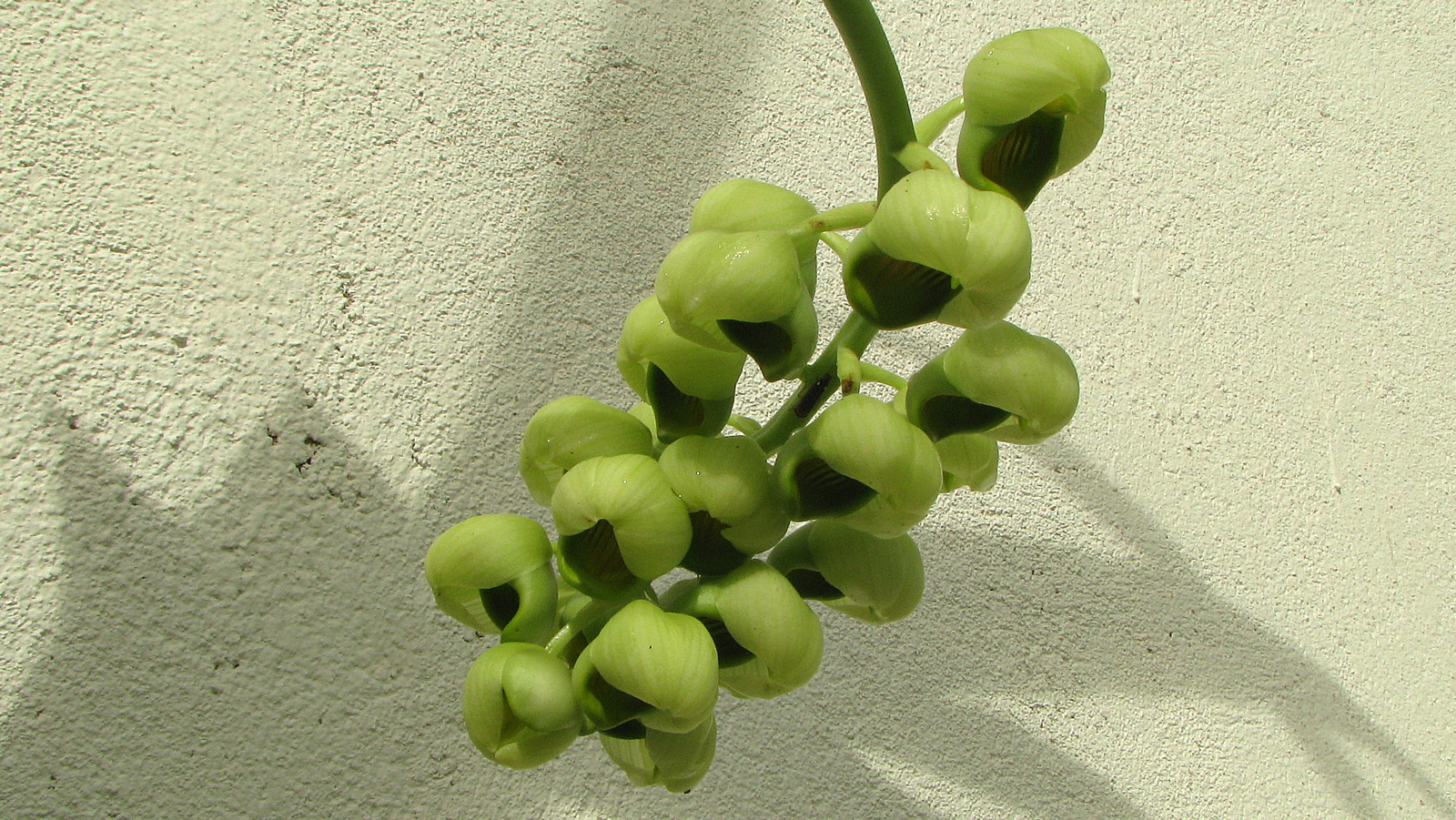
同・やや拡大
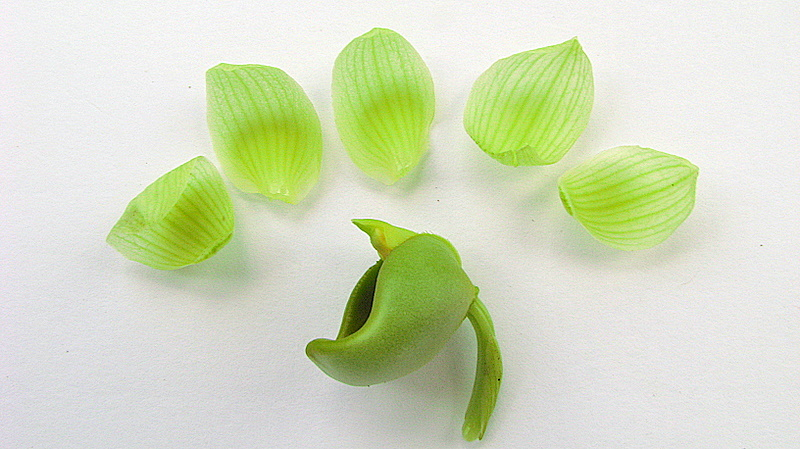
同・分解したところ
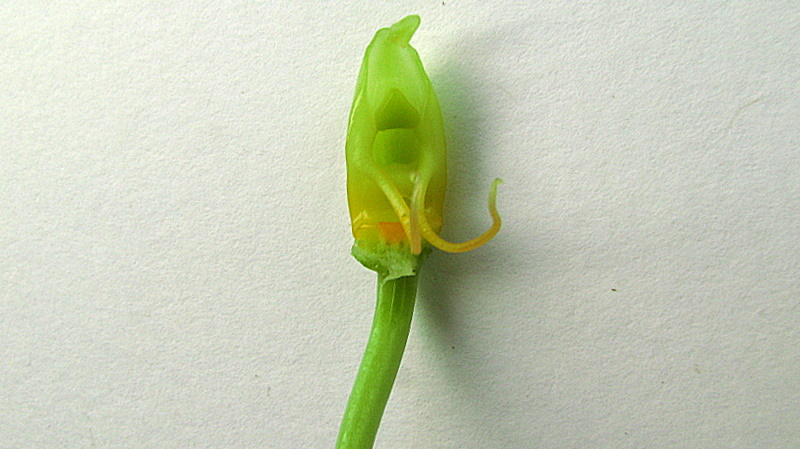
同・蕊柱

雌花では萼片、側花弁は小さくて肉厚、唇弁は袋状となっており、またいずれも意緑色の花で種による差異はあまりない。また雌花は半開きに普通は倒立して咲き、袋状の唇弁は上を向いてヘルメット状となる。
学名はギリシャ語のkata（下）とラテン語のseta（剛毛）からなり、雄花にある触角のような構造にちなんでいる。

## 分布など
中央アメリカから南アメリカの熱帯域と、それに西インド諸島に分布する。比較的低地に生育し、特に雨季と乾季がはっきりしている地域である。約100種があるとされる。

## 代表的な種
- Catasetum
  - C. atratum
  - C. barbatum
  - C. cernum
  - C. discolor
  - C. fimbriatum
  - C. gnomus
  - C. macrocarpum
  - C. pileatum
  - C. saccatum
  - C. tenebrosum
  - C. trulla

## 利用
洋ランとして栽培される。略称は Ctsm. である。広く普及しているものではないが、交配品種も作出されている。冬季には落葉して休眠するため、水を控え、肥料も与えないなどの配慮が必要である。